# Peter Danckerts de Rij
Pour les articles homonymes, voir Danckerts.
Peter Danckerts de Rij (ou Pieter, Peeter Dankers de Ry, ou Peteris Dankersas ; 1605 - enterré le 9 août 1661) est un peintre du siècle d'or néerlandais, surtout actif dans la république des Deux Nations et en Suède.

## Biographie

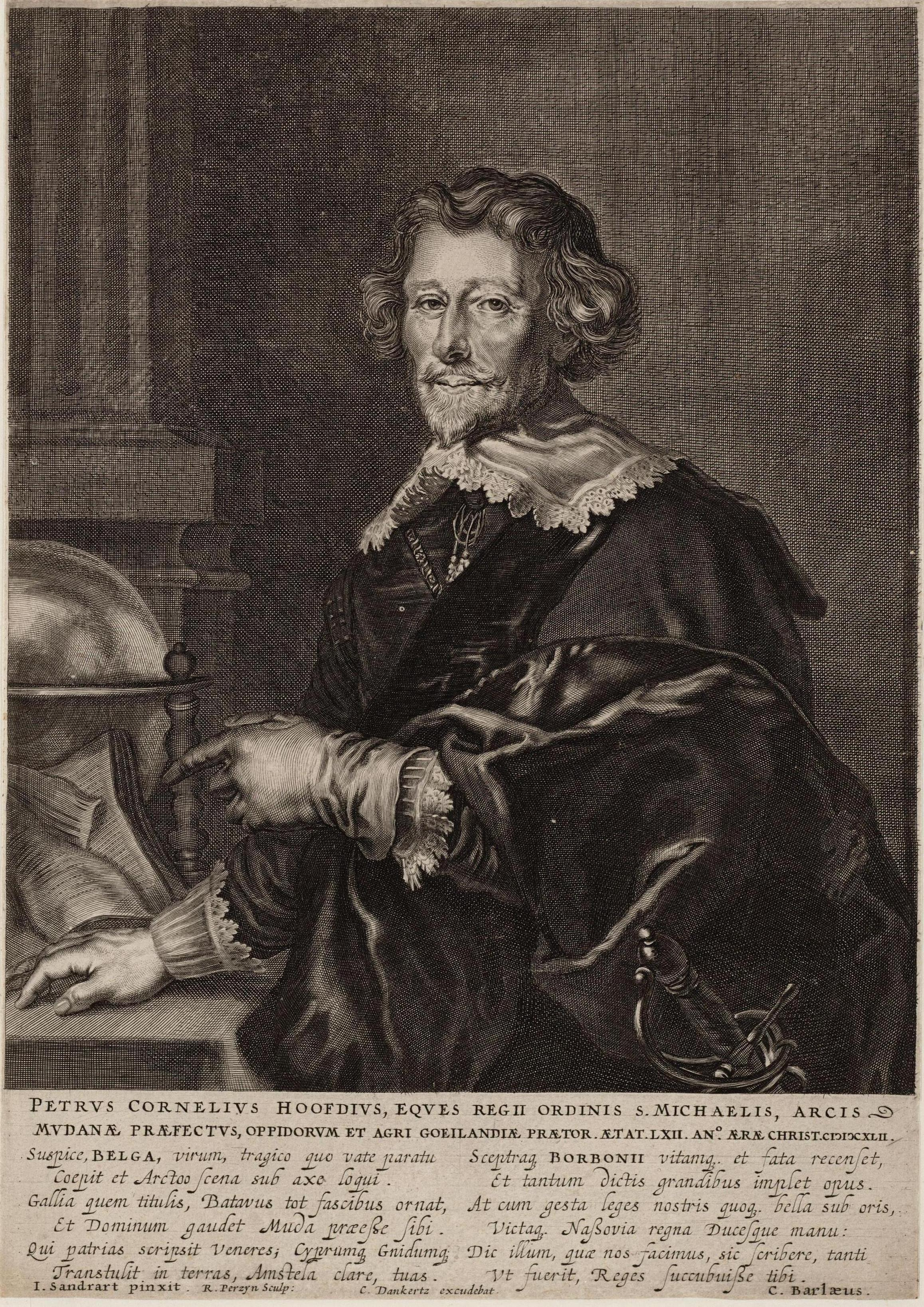
Exemple du travail de Danckerts réalisé en collaboration avec Sandrart et le graveur Reinier van Persijn. Le poème inscrit à base est de Gaspard van Baerle.

Né à Amsterdam, Danckerts est le fils de l'architecte et sculpteur Cornelis Danckerts de Ry et membre d'une famille composée de nombreux peintres, imprimeurs et graveurs. 
Cornelis de Bie le mentionne dans Schouburg comme l'un des nombreux professeurs du graveur Joachim von Sandrart en 1640-1641. 
Entre 1634 et 1638, Danckerts s'installe d'abord à Varsovie, Dantzig et Vilnius, dans la république des Deux Nations, où il est peintre et architecte à la cour du roi Ladislas IV Vasa. Un poème aurait été rédigé pour honorer son travail en Pologne.
En 1648, il emménage comme peintre à la cour de la reine Christine à Stockholm. Son successeur, le roi Charles X Gustave le tient également en grand estime. De retour aux Provinces-Unies en 1659, il meurt à Amsterdam en décembre de l'année suivante.

## Portrait de ses parents

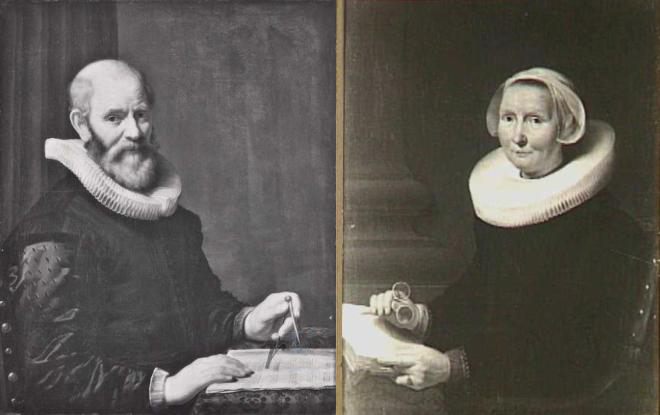
Portraits de Cornelis Danckerts de Ry et de sa femme par leur fils, Peter Danckerts de Rij

En 1634, Danckerts peint le portrait de son père Cornelis Danckerts de Ry avec celui de sa femme à l'occasion de son 50e anniversaire. Le portrait de son père est exposé aux musées royaux des Beaux-Arts de Belgique et celui de sa mère au Johannesburg Art Gallery en Afrique du Sud.

## Œuvres

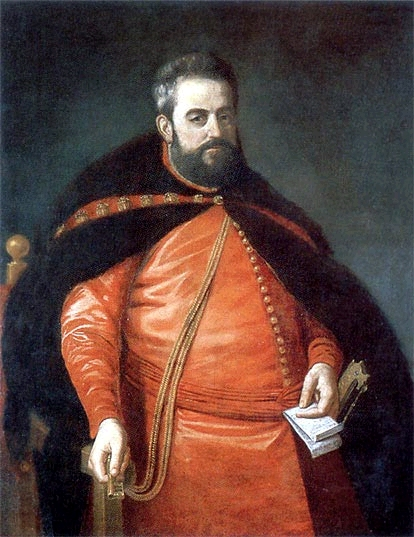
Adam Kazanowski, 1638
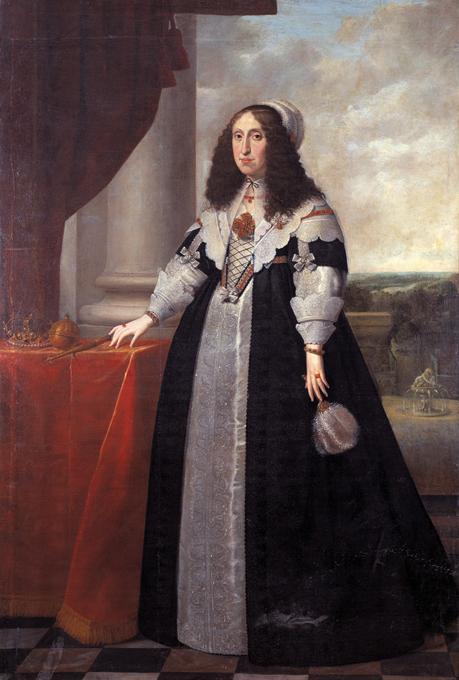
Cécile-Renée d'Autriche, vers 1630
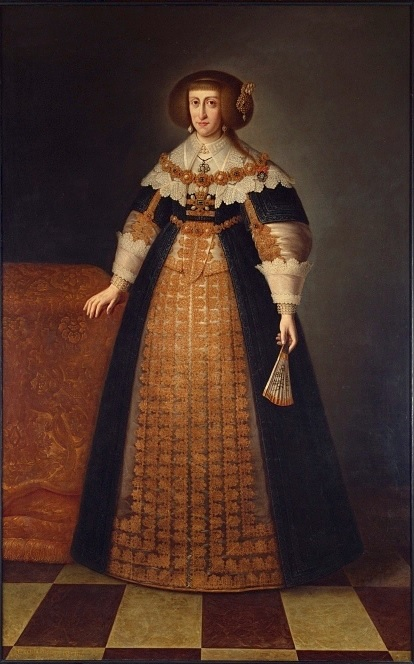
Cécile-Renée d'Autriche, vers 1640

## Référence
- (en) Cet article est partiellement ou en totalité issu de l’article de Wikipédia en anglais intitulé « Peter Danckerts de Rij » (voir la liste des auteurs).